# Angelika Fehrmann
Angelika Fehrmann (* 6. Januar 1964) ist eine ehemalige deutsche Fußballspielerin.

## Karriere

### Vereine
Angelika Fehrmann begann ihre Karriere beim VfL Wittekind Wildeshausen. Sie gehörte von 1986 bis 1990 der SSG 09 Bergisch Gladbach an und drang mit ihr dreimal in Folge ins Finale um die Deutsche Meisterschaft. Zunächst kam sie am 26. Juni 1988 im heimischen Stadion An der Paffrather Straße beim torlosen Unentschieden nach Verlängerung gegen den KBC Duisburg zum Einsatz. Im Spiel entscheidenden Elfmeterschießen, das ihre Mannschaft mit 5:4 gewann, traf sie zum 4:3. Am 8. Juli 1989 bestritt sie das in Montabaur gegen den TuS Ahrbach ausgetragene Finale, das durch die zwei Tore von Marion Flues mit 2:0 gewonnen wurde. Das am 24. Juni 1990 im Siegener Leimbachstadion gegen den TSV Siegen ausgetragene Finale wurde mit 0:3 verloren.

### Nationalmannschaft
Für die A-Nationalmannschaft bestritt sie in den Jahren 1988 und 1989 neun Länderspiele. Sie debütierte am 20. Juli 1988 bei der 0:1-Niederlage im Rahmen eines Vier-Länder-Turniers gegen die Nationalmannschaft Italiens. Bei der vom 28. Juni bis 2. Juli 1989 in Deutschland ausgetragenen Europameisterschaft, bestritt sie das in Siegen mit 4:3 im Elfmeterschießen gegen die Nationalmannschaft Italiens ausgetragene Halbfinale, in dem sie in der 100. Minute für Silvia Neid eingewechselt wurde und als vierte Spielerin ihren Elfmeter nicht verwandeln konnte, und das in Osnabrück mit 4:1 gegen die Nationalmannschaft Norwegens gewonnene Finale; in ihrem zugleich letzten Spiel für den DFB erzielte sie das Tor zum Endstand in der 73. Minute.

## Erfolge
- Europameister 1989
- Deutscher Meister 1988, 1989